# أبوسوم تيليريا الفأر
أبوسوم تيليريا الفأر (الاسم العلمي:Marmosa tyleriana)، هو نوع من الأبوسوم يتواجد في الغابات المطيرة في مرتفعات غيانا في جنوب فنزويلا على ارتفاعات بين 1300 و 2200 م.